# Alexander Alexandrowitsch Friedmann

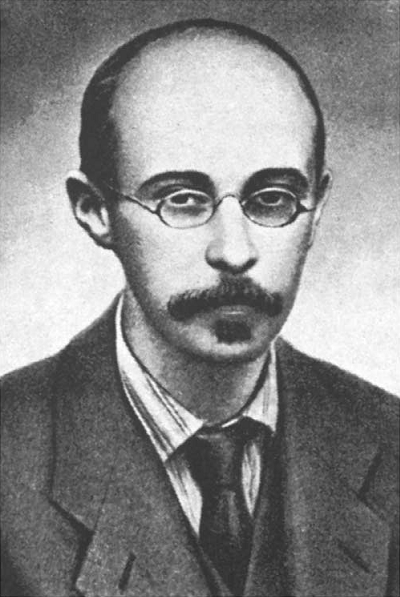
Alexander Alexandrowitsch Friedmann

Alexander Alexandrowitsch Friedmann (russisch Александр Александрович Фридман; * 4. Junijul. / 16. Juni 1888greg. in Sankt Petersburg; † 16. September 1925 in Leningrad) war ein russischer und sowjetischer Physiker, Geophysiker und Mathematiker. Nach Friedmanns Lösungsvorschlag der einsteinschen Feldgleichungen ist das Weltall nicht statisch, sondern dehnt sich aus oder zieht sich zusammen.

## Biografie
Friedmann war der Sohn des Komponisten Alexander Friedmann und der Pianistin Ludmila Ignatiewna Vojacek, der Tochter des tschechischen Komponisten Hynek Vojáček. Seine Eltern ließen sich scheiden, als Friedmann neun Jahre alt war, und Friedmann wuchs bei seinem Vater auf. Friedmann besuchte ab 1897 das zweite Gymnasium in Sankt Petersburg. Einer seiner Schulfreunde war der Mathematiker Jakob Davidowitsch Tamarkin, mit dem er 1905 eine mathematische Arbeit in den Mathematischen Annalen über Bernoulli-Zahlen veröffentlichte und mit dem er auch schon an der Schule politisch aktiv war. Mit Tamarkin gehörte er zu den besten Schülern und gewann eine Goldmedaille. Ab 1906 studierte er Physik und Mathematik an der Universität Sankt Petersburg unter anderem bei Wladimir Andrejewitsch Steklow und Paul Ehrenfest. Während des Studiums starb sein Vater und Friedmann kam in finanzielle Not. Er gab Privatunterricht und las Korrekturen und wurde von Steklow unterstützt und erhielt 1910 sein Diplom mit einer von Steklow gestellten Aufgabe der Trennung von Variablen in der Laplacegleichung. Während des weiteren Studiums (er wollte zunächst Lehrer werden) war er in einem studentischen Arbeitskreis, dem auch Abram Samoilowitsch Besikowitsch und Wladimir Iwanowitsch Smirnow angehörten. Während der Arbeit an der Promotion lehrte er am Bergbauinstitut und Institut für Eisenbahningenieurwesen. Außerdem begann er sich für Luftfahrt zu interessieren und schrieb darüber 1911 einen Übersichtsartikel. 1913 wurde er bei Steklow und Andrei Andrejewitsch Markow für die Promotion examiniert. Danach war er auf Einladung von dessen Direktor Boris Borissowitsch Golizyn am Aerologischen Observatorium in Pawlowsk bei Sankt Petersburg und begann sich mit Meteorologie zu befassen, was er auch 1914 bei Vilhelm Bjerknes in Leipzig studierte. Im selben Jahr veröffentlichte er eine bedeutende meteorologische Arbeit über die Existenz eines Inversionspunkts für die Temperatur in der Stratosphäre. Er war an Vorbereitungen der Beobachtung einer anstehenden Sonnenfinsternis beteiligt, wozu auch Luftschiffe verwendet wurden.
Im Ersten Weltkrieg meldete er sich 1914 freiwillig und war Testpilot, Bomberpilot und Beobachter und unter anderem im Einsatz bei der Bombardierung von Przemysl. Dabei stellte er auch mathematische Berechnungen über die Flugbahn seiner Bomben an und verfasste Tabellen dazu. Für seine Einsätze erhielt er den St. Georg Orden. Nach dem Rückzug der Österreicher unterrichtete er 1915 Piloten in Kiew, richtete einen Wetterdienst ein, schrieb ein Lehrbuch der Flugnavigation und kam 1916 an die zentrale aeronautische Station (in eine Fabrik für Flugzeuginstrumente und deren Reparatur), mit der er 1917 nach Moskau wechselte und deren Leiter er wurde. In Kiew hielt er auch die für Privatdozenten vorgeschriebenen Probevorlesungen an der Universität und war Mitglied der physikalisch-mathematischen Gesellschaft. Nach der Oktoberrevolution wurde diese geschlossen und Friedmann, der auch Herzprobleme hatte, wurde 1918 außerordentlicher Professor an der Universität Perm, an der er ein Institut für Mechanik gründete. Das wurde aber bald darauf durch die Bürgerkriegswirren unterbrochen. Er war der Gründer der physikalisch-mathematischen Gesellschaft in Perm und 1919 am magnetisch-meteorologischen Observatorium in Jekaterinburg. 1920 ging er wieder nach Sankt Petersburg (Petrograd), wo er am geophysikalischen Observatorium Leiter der mathematischen Abteilung war, an der Universität unterrichtete und Professor am Polytechnischen Institut wurde. Außerdem wirkte er zum Beispiel in der Abteilung Aeronautik des Eisenbahninstituts, an der atomaren Kommission im staatlichen optischen Institut, wo er sich mit Atomphysik befasste, und an der Akademie der Kriegsmarine (geleitet von Alexei Nikolajewitsch Krylow). 1922 reichte er seine Dissertation zu seiner Promotion ein, wofür er schon 1913 die Prüfungen abgelegt hatte. Die Dissertation war über Hydrodynamik kompressibler Flüssigkeiten und Wirbelbewegung.
Um dieselbe Zeit lernte er die allgemeine Relativitätstheorie von Einstein kennen. Am 29. Juni 1922 sandte er seine eigene Arbeit (Über die Krümmung des Raumes) über kosmologische Lösungen an die Zeitschrift für Physik. Einstein, der mit Friedmann in Briefwechsel stand, reagierte zunächst kritisch und meinte sie sei fehlerhaft. Friedmanns Antwort erreichte Einstein erst verspätet im Mai 1923 und gestand seinen eigenen Fehler in der Beurteilung von Friedmanns Arbeit ein (die Folgearbeit von Friedmann erschien in der Zeitschrift für Physik 1924). Im Juli 1923 besuchte Friedmann Berlin, Hamburg, Potsdam und Göttingen, wo er Ludwig Prandtl und David Hilbert traf. Außerdem besuchte er Oslo. Dabei tauschte er sich auch über seine eigenen Arbeitsgebiete Mechanik, Aeronautik und Meteorologie aus. Friedmann war neben seiner Arbeit in der Kosmologie auch als einer der Begründer der dynamischen Meteorologie bekannt. 1924 besuchte er den ersten Internationalen Kongress für angewandte Mathematik in Delft, wo er unter anderem Richard Courant, Tullio Levi-Civita und Theodore von Kármán traf und in das Komitee der Vorbereitung der nächsten Konferenz aufgenommen wurde. Sein eigener Vortrag auf dem Kongress war über seine Arbeit mit Lew Wassiljewitsch Keller über statistische Theorie der Turbulenz. Keller hatte er im fortgeschrittenen Alter von 60 Jahren an das Observatorium geholt – dessen Karriere war im Zarenreich aus politischen Gründen abgeschnitten worden und er arbeitete als Winzer und Versicherungsmathematiker. In seinen letzten Jahren arbeitete er auch an einem Lehrbuch über moderne Physik mit V. K. Frederiks, dessen erster Band die Relativitätstheorie behandelte (Die Welt als Raum und Zeit (Russisch), Petrograd 1923, 2. Auflage Moskau 1965).
1923 wurde er Chefredakteur des Journals für Geophysik und Meteorologie. 1925 wurde er Leiter des geophysikalischen Observatoriums in Leningrad. Im Juli 1925  unternahm er einen Rekordversuch im Ballon und erreichte eine Höhe von 7400 m bei einer Flugdauer von etwas über 10 Stunden (sein Ballonführer P. F. Fedosenko starb wenige Jahre später bei einem Ballonaufstieg in große Höhen). Im August erkrankte er an Typhus nach einem Ferienaufenthalt auf der Krim und starb bald darauf im Hospital.
1911 heiratete er Ekaterina Dorofeeva und nach der Scheidung heiratete er 1923 Natalia Malinina.
Zu seinen Studenten gehörten George Gamow und Wladimir Fock. Olga Kostarewa-Iswekowa war eine Mitarbeiterin Friedmanns.

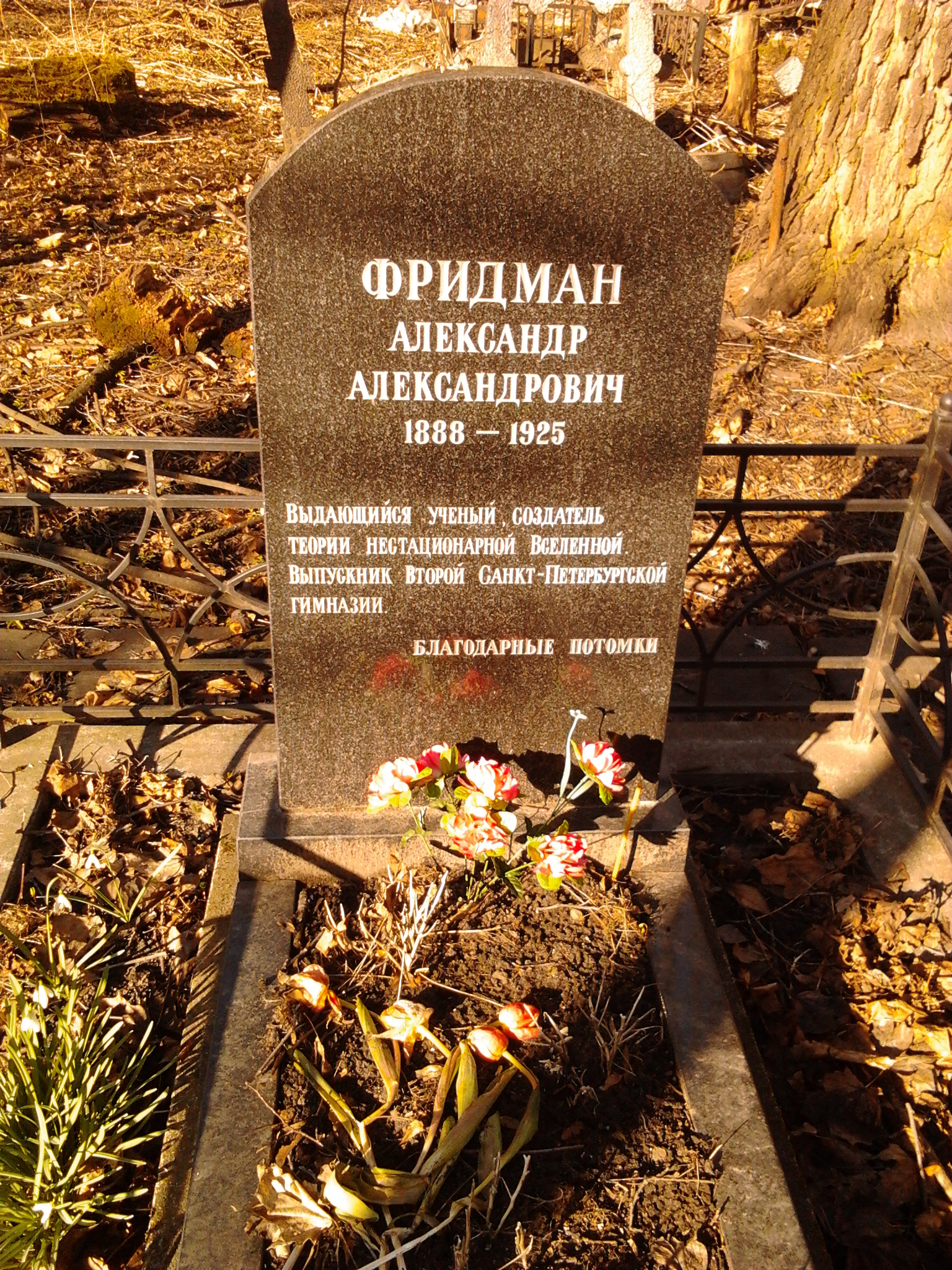
Grab von Friedmann auf dem orthodoxen Smolensk-Friedhof in Sankt Petersburg

## Friedmanns Arbeiten zur relativistischen Kosmologie
Die Entwicklung eines homogenen und isotropen Universums wird durch die Friedmann-Gleichungen beschrieben und die Lösung wird als Friedmann-Lemaître-Robertson-Walker-Metrik bezeichnet.
Von der allgemeinen Relativitätstheorie ausgehend, veröffentlichte 1917 Albert Einstein ein statisches Weltmodell unter Hinzuziehung einer kosmologischen Konstanten. Auch Willem de Sitter entwickelte zu dieser Zeit ein Weltmodell mit einer kosmologischen Konstanten, das zwar expandierte, jedoch materiefrei war.
In seiner Arbeit aus dem Jahr 1922 Über die Krümmung des Raumes entdeckte Friedmann erstmals die Möglichkeit eines dynamischen Universums mit gleichmäßig verteilten Massen, ohne Annahme einer kosmologischen Konstante und mit einer zeitlich veränderlichen positiven Raumkrümmung, die nicht kleiner als Null werden durfte. „Unter 'Raum' verstehen wir hier einen Raum, der durch eine Mannigfaltigkeit von drei Dimensionen beschrieben wird; der 'Welt' entspricht eine Mannigfaltigkeit von vier Dimensionen.“ Für solche mit der Zeit veränderlichen Räume positiver oder verschwindender Krümmung unterscheidet Friedmann dabei zwei grundsätzliche Fälle: Eine solche Welt expandiert entweder immer weiter oder aber die Expansion kehrt sich irgendwann in eine Kontraktion um. Friedmann schätzte, dass eine solche „Weltperiode“ 10 Milliarden Jahre dauern könne und kam damit schon grob heutigen, verbesserten Schätzungen des Alters unseres Universums nahe. Die früheren Modelle Einsteins und de Sitters sind in den Modellen Friedmanns als Sonderfälle enthalten.
In seinen Bemerkungen zu der Arbeit von A. Friedmann (Zeitschrift für Physik 1922, 11,1) lehnte Einstein zunächst die Resultate Friedmanns ab, sie schienen ihm „verdächtig“ und mit den Feldgleichungen „nicht verträglich“. Jedoch korrigierte Einstein schon bald darauf in der Notiz zu der Arbeit von A. Friedmann (Zeitschrift für Physik 1923, 21,1) seine frühere Einschätzung: „Mein Einwand beruhte aber – wie ich mich auf Anregung des Herrn Krutkoff an Hand eines Briefes von Herrn Friedmann überzeugt habe – auf einem Rechenfehler. Ich halte Herrn Friedmanns Resultate für richtig und aufklärend.“
Im Jahr 1924 veröffentlichte Friedmann wiederum in der Zeitschrift für Physik den Aufsatz Über die Möglichkeit einer Welt mit konstanter negativer Krümmung des Raumes als dritten Fall für ein relativistisches Weltmodell und schrieb darin: „Die Möglichkeit, aus den Weltgleichungen eine Welt konstanter positiver räumlicher Krümmung abzuleiten, steht aber mit der Frage nach der Endlichkeit des Raumes im Zusammenhange. Aus diesem Grunde dürfte es von Interesse sein zu untersuchen, ob man aus denselben Weltgleichungen eine Welt konstanter negativer Krümmung erhalten kann, von deren Endlichkeit (auch unter einigen ergänzenden Annahmen) wohl kaum die Rede sein kann.“ Am Ende seines Aufsatzes fordert Friedmann, dass man für Aussagen über die tatsächliche Gestalt unseres Universums auch topologische Erwägungen hinzuziehen müsse und weist damit auf Fragestellungen hin, die erst in jüngerer Zeit wieder aufgegriffen worden sind.
Die Arbeiten Friedmanns wurden bei Erscheinen kaum beachtet, und auch Einstein kam auf sie zunächst nicht zurück. Friedmanns Lösung wurde 1927 durch den belgischen Astronomen Georges Lemaître wiederentdeckt, aber auch dessen Lösung wurde zunächst in der Fachwelt ignoriert, da man stationäre Universen bevorzugte. Man diskutierte bis Anfang der 1930er Jahre fast nur die beiden kosmologischen Modelle von Willem de Sitter und Einstein.
Als 1929 Edwin Hubble durch astronomische Messungen eine systematische Rotverschiebung in den Spektren entfernter Galaxien entdeckte, musste fortan eine Expansion des Universums ernsthaft in Erwägung gezogen werden. Die Friedmann-Modelle können dabei als idealisiertes Referenzmodell für expandierende Welten angesehen werden.
Nachdem die Expansion des Universums anerkannt war, soll Einstein seine Verwendung der kosmologischen Konstante als angeblich „größte Eselei meines Lebens“ bezeichnet haben. In Wahrheit wurde ihm dieser Spruch jedoch nur von Gamow nachgesagt. Später fand diese Konstante als Repräsentantin der dunklen Energie wieder Verwendung.
In ihrem Buch Alexander A. Friedmann: The Man who Made the Universe Expand (Cambridge 1993) sprechen die Verfasser Tropp, Frenkel und Chernin die folgende Würdigung aus: „Wie Kopernikus die Erde um die Sonne kreisen ließ, so ließ Friedmann das Universum sich ausdehnen.“ („As Copernicus made the Earth go round the Sun, so Friedmann made the Universe expand.“)

## Konfusion um Name und Geburtsdatum
Das Geburtsdatum Friedmanns wurde häufig falsch angegeben, weil bei der Konvertierung vom julianischen zum gregorianischen Kalender Rechenfehler und Missverständnisse stattfanden. So ergab sich z. B. das häufig genannte Geburtsdatum 29. Juni (gregorianisch) anstatt richtig 16. Juni. Zu vielfältigen Verwirrungen führte auch die unterschiedliche Schreibweise seiner Vornamen und seines Familiennamens. Dieser wurde z. B. geschrieben als „Friedmann“, „Friedman“, „Fridmann“ und „Fridman“. „Das führt z. B. dazu, dass Meyers Enzyklopädisches Lexikon unter dem Stichwort „Fridman, Alexander Alexandrowitsch“ nur den Geophysiker und Mathematiker, nicht aber den Kosmologen würdigt; zur Person des unter dem Stichwort „Kosmologie“ erwähnten „A. Friedmann“ wird kein Bezug hergestellt.“

## Ehrungen
1931 erhielt er postum den Leninpreis.
Seit 1972 wird von der Russischen Akademie der Wissenschaften (bis 1991 Akademie der Wissenschaften der UdSSR) der Friedmann-Preis (russisch Премия имени А.А. Фридмана) für herausragende Leistungen auf dem Gebiet der Kosmologie und Gravitation, bis 1993 auch zur Atmosphärenphysik, vergeben.

## Werke (Auswahl)
- A. Friedmann: Über die Krümmung des Raumes. In: Zeitschrift für Physik. Band 10, Nr. 1, 1922, S. 377–386, doi:10.1007/BF01332580.
- A. Friedmann: Über die Möglichkeit einer Welt mit konstanter negativer Krümmung des Raumes. In: Zeitschrift für Physik. Band 21, Nr. 1, 1924, S. 326–332, doi:10.1007/BF01328280.
- Alexander Friedmann: Die Welt als Raum und Zeit. Hrsg. von Georg Singer. 4. Auflage, Europa-Lehrmittel, Haan-Gruiten 2014, ISBN 3-8085-5773-7 (Erste russische Ausgabe 1923)